# 劉峙
劉 峙（りゅう じ）は、中華民国（台湾）の軍人。国民革命軍の軍人として北伐、反蔣介石戦争などで活躍したが、日中戦争・国共内戦では多くの敗北を喫している。字は経符、経扶、軽扶。別号は天岳。

## 事跡

### 民国初期の活動
初めは旧学を学んだが、15歳の時に長沙に赴き、湖南陸軍小学堂に第3期生として入学した。1911年（宣統3年）8月に卒業し、武昌陸軍中学堂に進学、第3期生となる。まもなく武昌起義（辛亥革命）が勃発したため、学生軍として革命派に加わった。1912年（民国元年）7月、北京陸軍第一予備学堂に入学した。この時に秘密組織「輔仁社」に加わり、反袁世凱活動に従事している。翌年、第二革命（二次革命）が勃発すると、江西省に戻り革命派に参加したが、革命派は敗北したため、劉峙は予備学校に復学した。
1914年（民国3年）6月、劉峙は予備学校を卒業し、奉天省の陸軍第20師第37旅に配属された。12月、保定陸軍軍官学校第2期歩兵科で学んでいる。1916年（民国5年）5月、卒業し、直隷省開平県へ赴任した。まもなく護国戦争で護国軍参加のため南下し、岑春煊が設立した両広護国軍司令部で上尉参謀に任ぜられ、広東督軍竜済光との戦いに従軍した。1920年（民国9年）秋、陳炯明率いる広東軍（粤軍）で総司令部少校副官に任ぜられる。1922年（民国11年）春には遊撃第1支隊隊長となり、孫文（孫中山）の北伐に従事した。同年6月に陳が反孫クーデターを起こすと、劉は許崇智配下に転じている。

### 北伐での戦績
1924年（民国13年）5月、黄埔軍官学校が開校し、劉峙は同校の戦術教官に任命された。まもなく同校本部参謀処科長に移っている。校内に教導団が組織されると、劉は教導第1団第2営営長に任ぜられた。1925年（民国14年）8月、国民革命軍が組織されると、劉は第1軍第1師第1団上校団長に任ぜられ、東征（陳炯明討伐）に従軍している。第2次東征後の1926年2月に、第1軍第2師副師長に昇進、まもなく師長となった。3月の中山艦事件の際には、劉は蔣介石の指示を受け、中国共産党党員などを迅速に拘留するなどしている。
同年7月、北伐が開始されると、劉峙率いる第2師は総予備隊となり、蔣介石に従って湖南省に入る。9月、武昌を攻撃したが攻略できず、江西省へ転じて北京政府側の孫伝芳軍を撃破した。翌1927年（民国16年）2月、東進して杭州に到達し、そこからさらに北進して北京政府軍を各地で破っている。5月、第1路軍第13縦隊指揮官に任ぜられ、長江を渡河して進撃を続けた。8月、第1軍軍長兼第2師師長に昇進し、上海の守備を委ねられている。12月には徐州を攻略し、この軍功で1928年（民国17年）1月、第1集団軍第1軍団長兼第1軍軍長に昇進した。その後も奉天派の軍勢を各地で撃破し、5月、済南を占領している。

### 反蔣戦争、紅軍掃討での活躍
北伐完了後、全軍の軍縮に伴い、劉峙は第1師師長にいったん降った。また、中国国民党第3期中央執行委員にも選出されている。1929年（民国18年）3月、蔣桂戦争が勃発すると、討逆軍第1軍軍長兼第1師師長として武漢を攻撃し、攻略後に武漢衛戍司令に任ぜられた。その後、編遣委員会直轄第2編遣分区主任となっている。同年10月の馮玉祥との戦いでは第2路軍総指揮として武漢に駐留し、各軍を統轄している。年末の唐生智・石友三との戦いでも、劉は前敵総指揮として戦い、これを撃破した。
翌1930年（民国19年）の中原大戦では、劉峙は第2軍団総指揮に任命されて反蔣軍討伐に従事する。このとき、馮玉祥率いる軍と河南省で激戦を展開し、一時は劉も危機に陥ったが、張学良の支援もあって最終的に勝利を収めた。同年11月、劉は河南省政府主席兼開封綏靖公署主任に任ぜられる。1932年（民国21年）6月には、共産党（紅軍）第4次掃討作戦で中路軍副司令官を務め、鄂豫皖根拠地への攻撃で軍功があった。

### 日中戦争での不振
1937年（民国26年）、日中戦争が勃発すると、劉峙は第1戦区第2集団軍総司令として保定に駐留し、平漢路沿線の守備を担当した。ところが9月中旬から始まった日本軍の攻撃に抗し得ず、24日には保定を失陥してしまう。その後も敗退を続けた劉は、指揮権を第20集団軍総司令商震や第2戦区副司令長官黄紹竑に委ね、開封に逃げ帰っている（後に孫連仲が後任の第2集団軍総司令となる）。これ以後、劉が対日戦の最前線に立つことは無かった。
1938年（民国27年）3月、劉峙は、第1戦区副司令長官兼陸軍第1区新兵督練公署主任となる。後に宜昌へ移り、鄂湘川黔辺区綏靖公署主任兼第5予備軍司令官に任ぜられた。1939年（民国28年）春、重慶衛戍司令兼防空司令となっている。しかし1941年（民国30年）6月の重慶爆撃に際し、防空壕の不備により避難民から大量の窒息死者を出す事故が発生したため、責任を取って防空司令職を辞した。以後、1945年（民国34年）2月まで第5戦区司令長官を務めている。

### 淮海戦役での惨敗
終戦後の1946年（民国35年）1月、劉峙は鄭州綏靖公署主任に任ぜられ、国共内戦のための準備を開始する。同年6月より中原解放区や冀魯豫解放区への攻撃を開始したが、共産党側の反撃に敗北を喫したため、劉は戦略顧問委員会委員の閑職に移されてしまった。1948年（民国37年）5月、劉は徐州剿匪総司令として再び起用され、80万の兵力で徐州方面の中国人民解放軍を迎撃することになる。しかし、この時も劉は副司令杜聿明との連携を欠いた上に指揮も粗雑で、11月から翌1949年（民国38年）1月までの淮海戦役で惨敗を喫した。劉は身一つで脱出したものの、このとき劉が喪失した兵力は55万5千人であったという。
このため劉峙は、総統府戦略顧問の閑職に再び移された。内戦終盤の1949年7月に香港の九龍へ逃れ、翌1950年にはインドネシアへ亡命した。1953年1月、台湾に移り、総統府国策顧問の肩書きを与えられている。
1971年（民国60年）1月15日、台湾にて病没。享年80（満78歳）。

## 注
1. 1 2  Who's Who in China 4th ed., p.281による。『最新支那要人伝』212頁は、ウェード式で“Liu Chih”と記載している（すなわちピンインでは“Liú Zhì”となる
2. ↑  顔平「劉峙」234頁。